# Estación Real del Valle

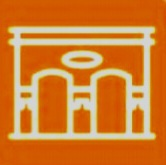
Iconografía de estación (con licencia de uso público)

Real del Valle será la tercera estación de la Línea 4 del Tren Eléctrico de Guadalajara en sentido norte a sur, y la sexta en sentido opuesto.
La construcción de esta estación comenzó con la denominada "segunda fase" de la construcción de la línea 4 hacia Tlajomulco. Se ha planteado que la construcción de esta estación podría atraer desarrollo económico a zonas aledañas a la estación.
Esta estación se ubica bajo la Avenida Adolf Horn, de la que toma su nombre, en su cruce con Avenida Real del Valle, cerca de los límites municipales de Tlajomulco y Tlaquepaque.

## Puntos de interés
- Instituto Tecnológico de Estudios Avanzados, campus sur
- Fraccionamiento Real del Valle
- Mercado Soriana Adolf B. Horn